# Logisticus plicicollis
Logisticus plicicollis är en skalbaggsart som beskrevs av Leon Fairmaire 1901. Logisticus plicicollis ingår i släktet Logisticus och familjen långhorningar.
Artens utbredningsområde är Madagaskar. Inga underarter finns listade i Catalogue of Life.